# Diaminy
Diaminy, dwuaminy – związki organiczne zawierające w cząsteczce dokładnie dwie grupy aminowe (−NH2, >NH lub >N−) przyłączone do atomów węgla. Ponieważ trwałe są tylko dwuaminy, w których obie grupy aminowe znajdują się przy różnych atomach węgla, najprostszym wyizolowanym związkiem tego typu jest etylenodiamina (1,2-diaminoetan, H2N−CH2−CH2−NH2). Opisana natomiast jest metylenodimanina (diaminometan) w postaci dichlorowodorku, CH2(NH2)2·2HCl.
Niektóre dwuaminy występują naturalnie, np. putrescyna (H2N−(CH2)4−NH2) i kadaweryna (H2N−(CH2)5−NH2)są produktami metabolizmu bakterii i degradacji białek. 

## Zastosowanie
W syntezie i przemyśle chemicznym wykorzystywane są różne diaminy aromatyczne, np. p-fenylenodiamina (H2N−C6H4−NH2), benzydyna (H2N−C6H4−C6H4−NH2) lub 4,4'-diaminodifenylometan (H2N−C6H4−CH2−C6H4−NH2) oraz alifatyczne, np. putrescyna do produkcji nylonu-46 i N,N,N′,N′-tetrametyloetylenodiamina (Me2N−CH2−CH2−NMe2) jako katalizator polimeryzacji akrylamidu i substancja chelatująca. 